# Un bărbat și o femeie
Un bărbat și o femeie (titlul original: în franceză Un homme et une femme) este un film romantic francez, realizat în 1966 de regizorul Claude Lelouch, care este în același timp și co-scenarist, producător și director de fotografie.
Protagoniști fiind actorii Anouk Aimée și Jean-Louis Trintignant.
Acest film clasic al noului val francez, a câștigat un Oscar la categoriile Cel mai bun film străin și Cel mai bun scenariu original.

## Rezumat
Anne și Jean-Louis au amândoi peste treizeci de ani. Anne are o fiică mică, Jean-Louis, un fiu cam de aceeași vârstă. Ambii își au copiii în același internat din Deauville dar ei locuiesc la Paris. Într-o duminică de decembrie, când își vizitează copiii, se cunosc. Seara la plecare, Anne pierde trenul iar Jean-Louis fiind cu mașina, se oferă să o ducă el acasă.
Pe drum, Anne povestește despre dragostea pentru soțul ei, pe care l-a cunoscut pe platoul de filmări unde ea era secretară de platou, el fiind cascador, despre setea lui de aventură și entuziasmul său. Abia la sfârșitul călătoriei îi mărturisește lui Jean-Louis că de fapt soțul ei a murit într-un accident pe platoul la filmări. La sosire, se înțeleg ca în weekendul următor să meargă împreună la Deauville pentru a-i vedea pe copii.
O săptămână mai târziu, la Deauville, Jean-Louis îi povestește că este de profesie pilot de curse. Împreună cu copiii, cei doi petrec o zi pe litoralul mării și se apropie unul de celălalt iar la întorcere Jean-Louis dezvăluie Annei că și el este văduv. După un accident grav la curse în care el a fost grav accidentat, soția sa pierzând controlul, s-a sinucis. 
Săptămâna următoare, Anne a revenit pe platou pentru filmări iar Jean-Louis a luat parte la Raliul Monte Carlo.

La banchetul final după terminarea raliului, Jean-Louis primește o telegramă de la Anne cu o declarație de dragoste. Imediat se urcă în mașina sa de curse și pleacă la Paris dar acolo află că Anne a plecat deja la Deauville. Pleacă după ea și o găsește cu ambii copii pe plajă. După ce seara îi duc înapoi la internat, Jean-Louis și Anne ies să mănânce împreună și apoi rezervă o cameră la hotel. În pat însă, observă că gândurile Annei sunt încă la soțul ei decedat. Părăsesc hotelul și Anne se decide să se întoarcă cu trenul, singură la Paris. În mașină pe drumul de înapoiere, Jean-Louis își dă seama că trebuie să mai încerce, așadar conduce direct la gara din Paris și o așteaptă pe Anna la tren. Când ea coboară din tren, cad unul în brațele celuilalt.

## Distribuție
- Anouk Aimée – Anne Gauthier
- Jean-Louis Trintignant – Jean-Louis Duroc
- Pierre Barouh – Pierre Gauthier, soțul Annei
- Valérie Lagrange – Valérie Duroc
- Simone Paris – directoarea pensiunii
- Antoine Sire – Antoine Duroc, fiul lui Jean-Louis
- Souad Amidou – Françoise Gauthier, fiica Annei
- Henri Chemin – co-pilotul de curse a lui Jean-Louis
- Yane Barry – amanta lui Jean-Louis
- Paul Le Person – benzinarul
- Gérard Sire – comentatorul la radio
- Gérard Larrousse – un pilot de raliu
- Clive Roberts – un pilot de raliu
- Jean Collomb – chelnerul

## Melodii din film
- Un Homme et une Femme – muzica Francis Lai, textul Pierre Barouh, interpretată de Nicole Croisille și Pierre Barouh

## Aprecieri
„ O abordare dramaturgică originală în raport cu arhetipurile filmului sentimental, ca și farmecul cu care cei doi interpreți se achită de sarcina improvizației, au adus succes unui film în care muzica lui Francis Lai traduce fiorul viu al emoției. De remarcat abilitatea cu care Lelouch dă excepționalului (el, pilot de curse; ea, secretară de platou), aspectul banal al cotidianului: o plimbare cu vaporul, un câine zbenguindu-se în mare, o sambă cu accente nostalgice etc., adevărata vedetă a filmului devenind... aparatul de filmat!”— Tudor Caranfil ,  Dicționar universal de lungmetraje cinematografice

## Premii și nominalizări
- 1967 – Premiile Oscar
  - Cel mai bun film străin (Franța)
  - Cel mai bun scenariu original lui Claude Lelouch și Pierre Uytterhoeven
  - Nominalizare Cel mai bun regizor lui Claude Lelouch
  - Nominalizare Cea mai bună actriță lui Anouk Aimée
- 1967 – Globul de Aur
  - Cel mai bun film străin (Franța)
  - Cea mai bună actriță – Dramă lui Anouk Aimée
  - Nominalizare Cel mai bun regizor lui Claude Lelouch
  - Nominalizare Cea mai bună coloană sonoră lui Francis Lai
  - Nominalizare Cea mai bună melodie originală (A Man and a Woman) lui Francis Lai și Pierre Barouh
- 1968 – Premiile BAFTA
  - Cea mai bună actriță străină în rol principal]] lui Anouk Aimée
  - Nominalizare Cel mai bun film străin (Franța)
- 1966 – Festivalul de Film de la Cannes
  - Palme d'Or lui Claude Lelouch
- 1967 – Nastro d'argento
  - Cel mai bun film străin lui Claude Lelouch